# セイ・マイ・ネーム (デスティニーズ・チャイルドの曲)
「セイ・マイ・ネーム」 (Say My Name)は、デスティニーズ・チャイルドの楽曲。

## 解説
6枚目のスタジオ・アルバム『ライティングズ・オン・ザ・ウォール』から3枚目のシングルとして発売された。
楽曲はビヨンセ、ケリー、ラダーヴィア、ラトーヤのオリジナルメンバーで録音されたが、シングル発売前にラダーヴィアとラトーヤが脱退したためにミュージック・ビデオには二人に代わって新たに加入したミシェル・ウィリアムズとファラ・フランクリンが登場している。
Billboard Hot 100ではグループにとって2曲目の1位を獲得した。『ローリング・ストーン』誌が選ぶ最も偉大な500曲において、285位にランクされている。

## 収録曲
日本盤 マキシシングル
1. セイ・マイ・ネーム (アルバム・ヴァージョン) - 4:28
2. バガブー (リフュージー・キャンプ・リミックス) - 4:02
3. バガブー (モーリスズ・エクスクルージブ・バガブー・クラブ・ミックス) - 6:59
4. バガブー (モーリスズ・バガ・ダブ・ミックス) -7:14